# Puchar Świata w narciarstwie alpejskim 2020/2021
Sezon 2020/2021 Pucharu Świata w narciarstwie alpejskim rozpoczął się 27 października 2020 roku, tradycyjnie w austriackim Sölden. Ostatnie zawody z tego cyklu zostały zaplanowane na 21 marca 2021 roku w szwajcarskim Lenzerheide. 

## Puchar Świata w narciarstwie alpejskim kobiet
Pucharu świata zdobytego w sezonie 2019/2020 broniła Włoszka Federica Brignone. Tym razem najlepsza była Petra Vlhová ze Słowacji.
W poszczególnych klasyfikacjach triumfowały:
- zjazd:  Sofia Goggia
- slalom:  Katharina Liensberger
- gigant:  Marta Bassino
- supergigant:  Lara Gut-Behrami
- PAR:  Petra Vlhová

## Puchar Świata w narciarstwie alpejskim mężczyzn
Pucharu świata zdobytego w sezonie 2019/2020 bronił Norweg Aleksander Aamodt Kilde. Tym razem najlepszy był Francuz Alexis Pinturault.
W poszczególnych klasyfikacjach triumfowali:
- zjazd:  Beat Feuz
- slalom:  Marco Schwarz
- gigant:  Alexis Pinturault
- supergigant:  Vincent Kriechmayr
- PAR:  Alexis Pinturault